# Cité de l'énergie
La Cité de l'énergie est un complexe muséal basé sur l'histoire industrielle locale et situé à Shawinigan, en Mauricie, au Québec.

## Histoire
Le site de l'ancienne aluminerie, la centrale de la NAC ainsi que les vestiges de la centrale Alcan-16 ont été désignés lieu historique national du Canada par la commission des lieux et monuments historiques du Canada.

## Visite
La Cité de l'énergie est divisée en deux. Il y a le Centre de sciences et le secteur historique.
- Le Centre de sciences comprend la tour de la Cité de l'énergie de Shawinigan, une tour d'observation de 115 mètres (377 pieds) de hauteur, un spectacle multimédia et une exposition permanente interactive. La tour est un ancien pylône qui a déjà servi pour transport de l'électricité au-dessus du fleuve Saint-Laurent entre Grondines et Lotbinière durant la construction du tunnel utilisé par le réseau multiterminal à courant continu, une ligne de transmission de 450 kilovolt qui relie la Baie James à la Nouvelle-Angleterre.
- Le secteur historique comprend deux centrales, celle de la Northern Aluminum Company (NAC) et Shawinigan-2, les ruines d'une troisième, Alcan 16, de même qu'un poste de distribution et une aluminerie.

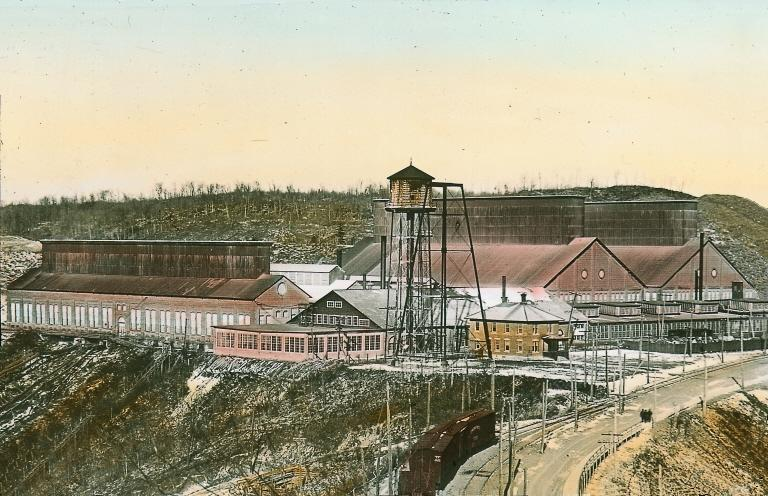
Northern Aluminium Company, vers 1930.
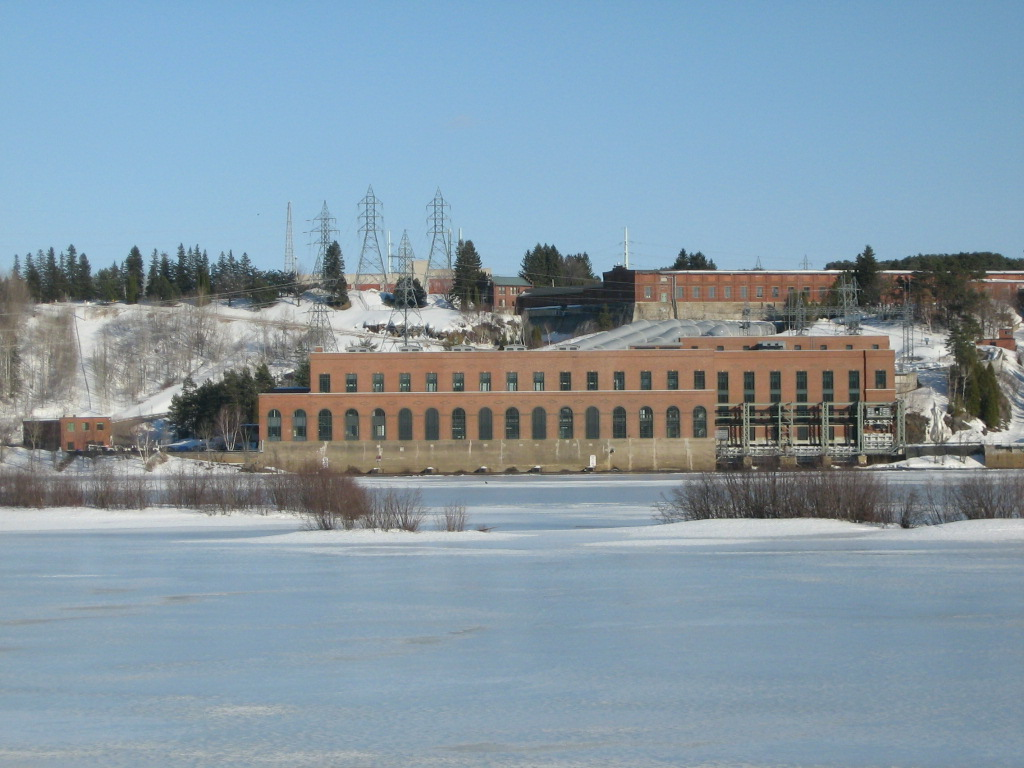
Centrale de Shawinigan-2.

La centrale de la NAC, construite en 1901, était la propriété d'Alcan et utilisée pour la fabrication de l'aluminium. Elle est devenue obsolète au début vers les années 1945 et n'est plus utilisée. Elle est ouverte aux visiteurs.
Shawinigan-2 a été construite en 1911 et agrandie en 1928 par la Shawinigan Water & Power Company et est utilisée par Hydro-Québec depuis 1963. La structure a été érigée dans des styles architecturaux Renaissance et Art déco. La machinerie comprend cinq générateurs activés par des turbines horizontales et trois générateurs activés par des turbines verticales.

## Gestion
La Cité de l'énergie est gérée par un organisme sans but lucratif dont les fondateurs sont: Abitibi-Consolidated, Alcan, Hydro-Québec et la ville de Shawinigan. Robert Trudel a été le gestionnaire général et le principal porte-parole de la Cité de l'énergie, depuis sa fondation. À Shawinigan, une nouvelle page d’histoire s'écrit avec la nomination de Sandie Letendre en tant que directrice générale de la Cité de l'énergie. Elle prend la relève de Robert Trudel, fondateur de cette institution touristique, qui a annoncé sa retraite après des allégations d'inconduite sexuelle dévoilées par Radio-Canada.

## Spectacles

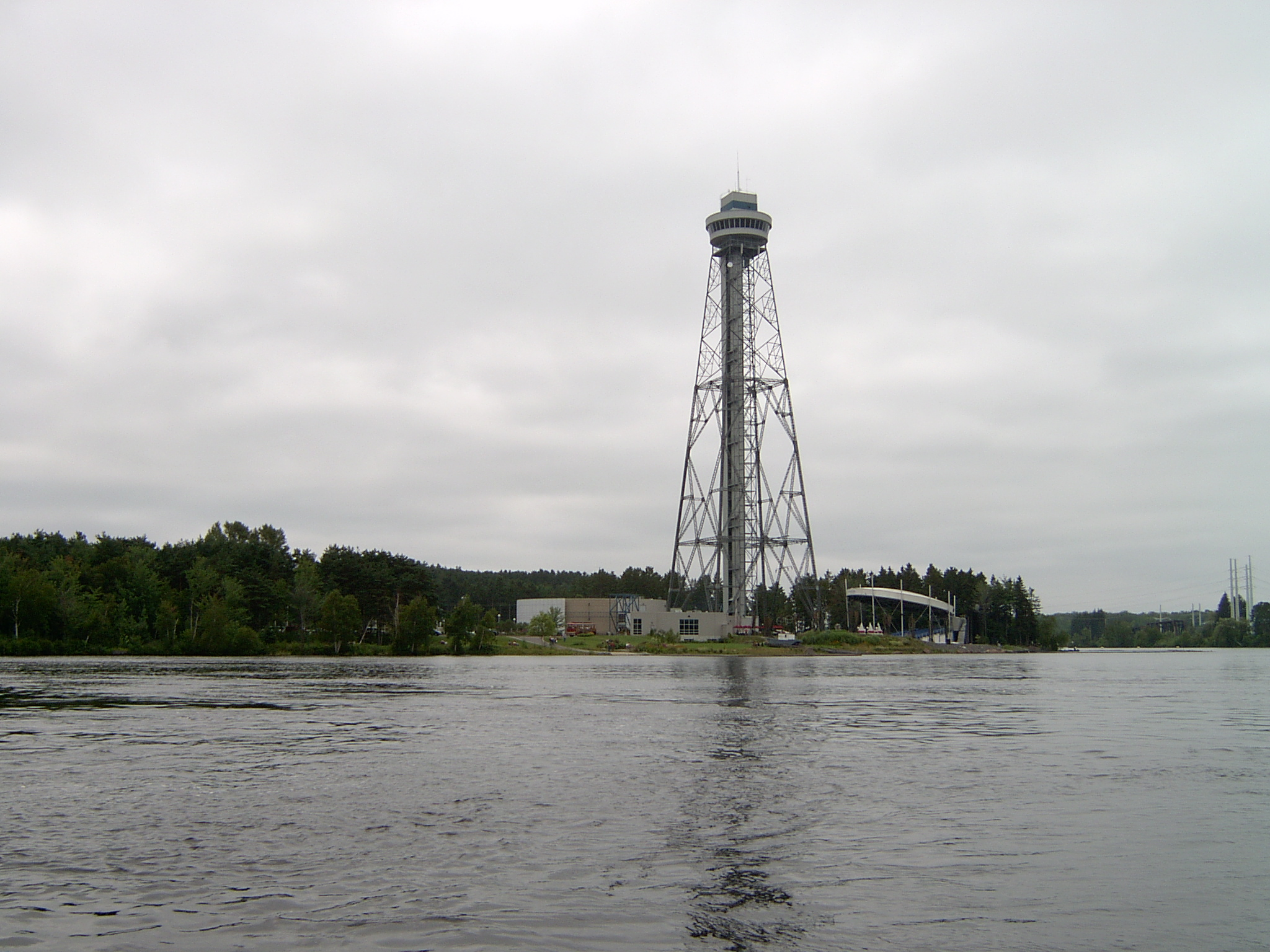
La tour de la Cité de l'énergie, sur l'île Melville, sur le Saint-Maurice, en amont des chutes de Shawinigan, à Shawinigan (Québec).

En 2001, la Cité de l'énergie a fait appel à la firme québécoise Scéno Plus afin de construire un amphithéâtre rotatif de près de 900 places, unique au monde, pouvant accueillir des spectacles de grande envergure.

« L’amphithéâtre permet aux concepteurs du spectacle de tirer profit des différents éléments de l’environnement immédiat soit la rivière, la plaine, la forêt et la tour d’observation. »

« Plusieurs des composantes du plateau tournant de 26 mètres de diamètre ont été fabriquées sur mesure. Un système de motorisation hors du commun permet d’accélérer et de décélérer tout en douceur la masse impressionnante de la structure et du public. La force portante du roulement à billes est d’environ 45 000 kilos. »

« Le design des infrastructures électriques et le câblage ont exigé beaucoup d’ingéniosité si l’on considère que le plateau peut tourner sur 360 degrés. »

En mai 2018, il a été annoncé que l'amphithéâtre rotatif porterait désormais le nom de « Amphithéâtre Québecor », à la suite d'un partenariat conclu avec l'entreprise médiatique québécoise. Bien que les détails de l'entente demeurent confidentiels, ce partenariat serait d'une durée minimale de 5 ans. 
La première représentation du spectacle festival Dragao a attiré un public nombreux, avec près de 900 places occupées, marquant le début de sa deuxième saison à la Cité de l'énergie de Shawinigan. Ce spectacle, inspiré de l'univers de l'auteur Bryan Perro, réunit une cinquantaine d'artisans pour sa production et sa mise en scène. L'événement a aussi permis de tester le nouveau système de sonorisation, récemment acquis pour plus d’un demi-million de dollars. Ce système remplace celui utilisé depuis les années 2000 pour le spectacle Kosmogonia.

### Liste des productions
1. Kosmogonia (2001 à 2006)
2. Eclyps (2007 à 2011)
3. Amos Daragon, la première aventure (2012 à 2014)
4. Dragao (2015 à 2017)
5. NEZHA, l'enfant pirate (2018 - 2019) - une production du Cirque Éloize.
6. À pleine voiles (2020) - Spectacle enregistré
7. Une nuit sous les ponts de paris (2021 - 2022)
8. À pleine voiles 2 (2021)
9. Crazy Country (2022)
10. Le livre magique (2023)

## Impact sur le tourisme
Depuis son ouverture en 1997, la Cité de l'énergie attire des centaines de milliers de visiteurs payants. En 2016, le directeur général, M. Robert Trudel, annonçait que l'établissement avait attiré 4 millions de visiteurs à Shawinigan, répartis sur l'ensemble de ses activités. Le parc est généralement ouvert au public chaque année de juin à septembre et aux groupes durant les autres moments de l'année.